# Ethiopica eclecta
Ethiopica eclecta là một loài bướm đêm trong họ Noctuidae.